# Huronische ijstijd
De Huronische ijstijd is een ijstijd die ongeveer 2,3 miljard jaar geleden begon bij de overgang tussen het Archeïcum en Proterozoïcum en circa 300 miljoen jaar duurde. Deze koudeperiode wordt ook wel de Archeïsche- of Makganyene-ijstijd genoemd.
De geologische stratificatie die in het gebied van het Huronmeer is gevonden, maakt een reconstructie van de gletsjerbewegingen in die tijd mogelijk. Deze zogenaamde Gowganda-formatie bestaat uit fijngelaagde schalies: gebandeerde kleilagen die voor de gletsjers in stilstaand water zijn afgezet. Sommige bevatten dropstones. Lagen van kleistenen worden afgewisseld met fossiele keileem (tillieten) en weerspiegelen zo de periodieke voortbeweging van de gletsjers in een watermassa.

## Sneeuwbalaarde
Aanwijzingen voor het geologische klimaat, waaronder paleomagnetische metingen uit Noord-Amerika, Scandinavië, India en zuidelijk Afrika duiden op een wereldwijde koudegolf met een zeer langdurige sneeuwbalaarde – een globale ijstijd op aarde. Een mogelijke oorzaak van deze temperatuurdaling is de zuurstofcrisis. 
Het einde van de Huronische ijstijd is mogelijk ingeluid door een toenemend broeikaseffect. Door het uitblijven van fotosynthese vanwege de dichtgevroren zeeën nam het zuurstofgehalte in de atmosfeer af, terwijl door vulkanisme – dat gewoon doorging – het atmosferische gehalte van broeikasgassen als koolzuurgas en methaan steeds verder toenam totdat de globale temperatuur zo hoog opliep dat het ijs ging smelten.
In januari 2020 gebruikten wetenschappers dateringen en simulaties om aan te tonen dat ook een kosmische inslag de ijstijd had kunnen beëindigen. De impact van de Australische Yarrabubba-krater – de oudst bekende inslagstructuur op aarde - vond plaats aan het einde van de ijstijd, 2.229 ± 0.005 miljard jaar geleden.